# Am Frankenstein
Am Frankenstein bezeichnet einen Statistischen Bezirk in Darmstadt-Eberstadt.

## Infrastruktur und Sehenswürdigkeiten
- Eberstädter Friedhof

## Naturschutzgebiete
- Brömster bei Darmstadt-Eberstadt